# HMS Temeraire (1907)
HMS Téméraire (фр. Téméraire, рус. Бесшабашный) (Корабль Его Величества «Темерер») — британский Линкор, последний из трёх кораблей типа «Беллерофон». Участник Первой мировой войны, в частности — Ютландского сражения.

## История
Строился на Королевской Верфи в Девонпорте. Заказан в 1906 году Военно-морским министерством, на строительство было выделено 1 641 114 фунтов стерлингов. Киль заложен 1 января 1907 года, спущен на воду 24 августа 1907 года, вошёл в состав британского королевского флота 1 мая 1909 года. Хотя линейные корабли типа «Беллерофон» внешне мало отличались от своего предшественника, но были значительно улучшены установкой противоминных переборок. Более мощное вспомогательное вооружение, состоящее из 16 4-дюймовых орудий, установленных в казематах надстройки. С началом войны входил в 4-ю эскадру линкоров Гранд Флита, участвовал в Ютландском бою, но сам огонь не вёл. В самом конце войны перешёл на Средиземное море. С 1919 года — учебный корабль.